# Čertovka

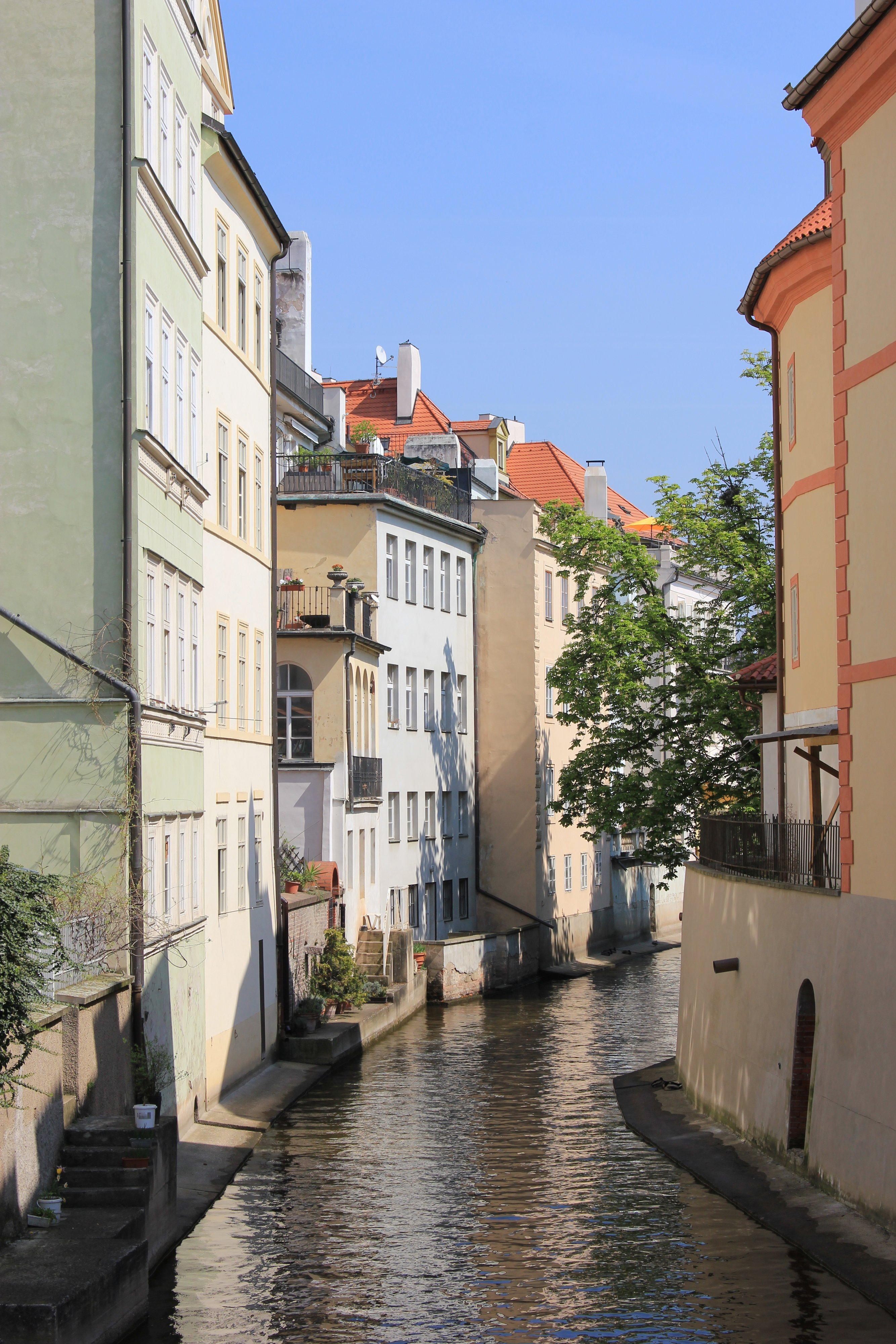
Blick in die Čertovka

Die Čertovka ist ein nicht schiffbarer, etwa 725 m langer Seitenkanal der Moldau in Prag.
Der bereits im Mittelalter existierende Graben trennt die Kampa von der Kleinseite (Malá Strana) und macht sie so zur Insel bzw. Halbinsel. Er beginnt kurz unterhalb der Brücke der Legionen (Koordinaten) und bezieht sein Wasser aus dem heutigen Schleusenkanal; die Verbindung ist allerdings verrohrt und der Graben beginnt erst etwa 40 m vom Kanal entfernt, wobei die Abzweigung von der Moldau bzw. dem Schleusenkanal bereits 400 m weiter oberhalb (Koordinaten) erfolgt. Der offene Graben verläuft dann entlang eines Parks nach Norden, unterquert das Westende der Karlsbrücke und mündet schließlich wieder in die Moldau (Koordinaten). Sein Wasser treibt heute noch zwei hölzerne Mühlräder an, von denen das eine von der Karlsbrücke aus zu sehen ist. Über den Graben führen mehrere Brücken.